# Juro que te amo
Juro que te amo é uma telenovela mexicana, produzida por Mapat de Zatarain para a  Televisa e exibida pelo Canal de las Estrellas entre 28 de julho de 2008 e 6 de fevereiro de 2009, sucedendo Tormenta en el paraíso e antecedendo Verano de amor.
É remake da telenovela Los parientes pobres, original de Liliana Abud e produzida em 1993.
A trama foi protagonizada por Ana Brenda Contreras, José Ron, Patrícia Navidad e Alejandro Ávila e antagonizada por Alexis Ayala, Cecilia Gabriela, Marcelo Córdoba, Liliana Goret, Mariana Karr e Florencia de Saracho.

## Sinopse
Violeta Madrigal é uma bela jovem que vive na cidade de Puerta del Cielo com seus pais, e os seus irmãos Júlio, Lia e Daniel. Sua família era a mais rica da população, mas ao perder a sua fortuna percebeu a hipocrisia de pessoas que, anos atrás parecia amá-los e respeitá-los, mas que o infortúnio só humilha. Justino Fregoso, o mais poderoso é o mal homem do povo, fez sua fortuna através de negócios sujos que terminou com a estabilidade do Cobre Company, propriedade da família Madrigal. Esta situação beneficiou sua esposa Malena Fregoso, que gosta de seu estatus como uma pessoa rica, e sua filha Mariela, que aproveita todas as oportunidades para humilhar Violeta. Amado sempre culpou seu infortúnio ao seu primo Mariano Lazcano, como sendo o seu parceiro na chapa, decidiu retirar a totalidade do capital que tinham investido quando sua namorada Antonia, percebeu que na verdade não amava ele e rompeu com ele ao se casar com Amado, seu verdadeiro amor.
Ao longo dos anos, Amado transmitia aos seus filhos ressentimento para com Mariano, principalmente Julio e Violeta, ignorando que, apesar de ser casado e ter uma família, está muito longe de ser aquilo que uma vez sonhou. Não existe um amor entre ele e sua esposa Leonora, ao mesmo tempo que os seus filhos: Renato, Paulo e Ivana só pensam em si.
Após a morte de Amado,  a vida Violeta se torna mais difícil porque tem de lutar contra a adversidades para cumprir a promessa de que ela e seu irmão Júlio fizeram a seu Pai: trabalhar para levantar a sua família a partir de pobreza.

## Elenco
- Ana Brenda Contreras — Violeta Madrigal Campero
- José Ron — Jose María Aldama
- Patricia Navidad — Antonia Campero Vda. de Madrigal
- Alejandro Ávila — Mariano Lazcáno Madrigal
- Alexis Ayala — Justino Fregoso
- Cecilia Gabriela -Leonora Cassis Zuloaga de Lazcáno
- Florencia de Saracho — Mariela Fregoso de Cuellar
- Marcelo Córdoba — Maximiliano Cuéllar
- Lourdes Reyes — Malena de Fregoso
- José Elías Moreno — Rogelio Urbina
- Mariana Karr — Fausta Zuloaga
- Luis José Santander — Amado Madrigal Pereira
- Imanol Landeta — Pablo Lazcano Cassis
- Natasha Dupeyrón — Rosalía "Lía" Madrigal Campero
- Xavier Marc — Padre Basilio Herrera
- Joana Brito — Jesusa Ponciano
- Héctor Sáez — Toribio
- Germán Gutiérrez — Dr. Alejandro Rangel
- Jessica Coch — Cristina de Urbina
- Alberto Agnesi — Renato Lazcano Cassis
- Liliana Goret — Ivanna Lazcano Cassis
- Pepe Gamez — Julio Madrigal Campero
- Francisco Rubio — Claudio Balcázar
- Loreli Mancilla — Candela
- Roberto Miquel — Delfino
- Antonio Escobar — Pantaleón
- Osvaldo de León — Rodrigo Charolet
- Lorena Álvarez — Adelaida Lacayo
- Ariane Pellicer — Janis
- Claudia Godínez — Celia
- Gerardo Murguía — Celestino Charolet
- Lizzeta Romo — Florencia
- Graciela Bernardos — Adelina
- Cecilia Romo — Olvido
- Kelchie Arizmendi — Irma
- Adriano Zendejas — Daniel Madrigal Campero
- Sury Sarai — Coralito
- María Marcela — Sara
- Óscar Ortiz de Pinedo — Osciel
- Alejandra Jurado — Chona
- Mónica Garza — Gracia Lacayo
- Juan Ignácio Aranda — Reba

## Audiência
Teve média geral de 16,1 pontos.